# Comuna Kambja
Kambja este o comună (vald) din Județul Tartu, Estonia.
Are o suprafață de 188,98 km². Populația este de 2.680 locuitori, determinată în 1 ianuarie 2015, prin bilanț demografic[*].
1. ↑  Maakatastri statistika (în estonă), Consiliul Funciar Eston[*], accesat în 12 decembrie 2018